# Европа за свободу и демократию
Европа за свободу и прямую демократию (англ. Europe of Freedom and Direct Democracy — EFDD, фр. Groupe Europe libertés démocratie — ELD) — фракция Европарламента, объединяющая правоконсервативные евроскептические партии. Образована под названием Европа за свободу и демократию 1 июля 2009 года, вскоре после выборов в Европейский парламент. Лидеры фракции — Найджел Фарадж (Партия независимости Соединённого Королевства) и Давид Боррелли (Движение пяти звёзд).
26 июня 2019 года фракция самораспустилась, так как английские депутаты создали партию Brexit’а и покинули Европарламент.

## Цели
Основной целью блока было сокращение полномочий или даже распад Европейского союза. Найджел Фарадж, президент блока, был также лидером Партии независимости Великобритании, а позднее Партии Brexit, обе из которых выступали за немедленный выход Великобритании из Европейского союза.
Во время дебатов в Европейском парламенте о референдуме о независимости Каталонии в 2017 году EFDD голосом Рэя Финча посчитал, что Европейский союз должен был предпринять некоторое вмешательство против Испании, чтобы защитить независимость Каталонии. Он считал, что этот референдум привел к нарушению прав человека. По его словам, люди должны иметь право голоса, даже если референдум незаконен.

## Состав фракции

### 7-й состав Европейского парламента (2009—2014)
После выборов 2009 года фракция ЕСД (Европа за Свободу и Демократию) объединяла 27 депутатов.
| Государство    | Партия                                        | Число депутатов |
| -------------- | --------------------------------------------- | --------------- |
| Великобритания | Партия независимости Соединённого Королевства | 9               |
| Греция         | Народный православный призыв                  | 2               |
| Дания          | Датская народная партия                       | 1               |
| Италия         | Лига Севера                                   | 9               |
| Литва          | Порядок и справедливость                      | 2               |
| Нидерланды     | Реформатская партия                           | 1               |
| Словакия       | Словацкая национальная партия                 | 1               |
| Финляндия      | Истинные финны                                | 1               |
| Франция        | Движение за Францию                           | 1               |

Некоторое время велись также переговоры о присоединении к фракции Австрийской партии свободы, однако ряд партий-участников ЕСД выступили против участия АПС.

### 8-й состав Европейского парламента (2014—2019)
После выборов 2014 года фракция ЕСПД (Европа за Свободу и Прямую Демократию) увеличилась количественно до 45 депутатов:
| Государство    | Партия                                        | Число депутатов | Примечания  |
| -------------- | --------------------------------------------- | --------------- | ----------- |
| Великобритания | Партия независимости Соединённого Королевства | 22              |             |
| Италия         | Движение пяти звёзд                           | 17              |             |
| Литва          | Порядок и справедливость                      | 1               |             |
| Польша         | Роберт Ивашкевич                              | 1               | независимый |
| Франция        | Жоэль Бержерон                                | 1               | независимый |
| Чехия          | Партия свободных граждан                      | 1               |             |
| Швеция         | Шведские демократы                            | 2               |             |